# Hauswirtschaftliche Berufsfachschule
Eine Hauswirtschaftliche Berufsfachschule ist in Deutschland eine Berufsfachschule, die das zweckmäßige Führen eines Privathaushaltes lehrt.

## Lehrziele und Ausbildung
Hauswirtschaftliche Berufsfachschulen vermitteln vor allem Grundkenntnisse im Kochen, Nähen und Handwerken. Die Fächer Biologie, Sozialkunde, Ernährungslehre, Hauswirtschaftstechnologie, Religion, Deutsch, Mathematik und wahlweise Englisch werden ebenfalls angeboten. Der Besuch der Schule wird als erstes Lehrjahr in einem hauswirtschaftlichen Beruf (z. B. Koch) angerechnet. Außerdem ist es möglich, auf dieser Schule einen Hauptschulabschluss nachzuholen oder zu verbessern. Nach einjährigem Besuch ist die Berufsschulpflicht erfüllt. Nach Absolvieren der zweijährigen Hauswirtschaftsschule ist es möglich, die Mittlere Reife zu erreichen. Voraussetzung dafür ist ein Hauptschulabschlusszeugnis mit einem Notendurchschnitt von 3,0 in den Fächern Englisch, Deutsch und Mathematik.

## Geschichte
Die Hauswirtschaftlichen Berufsschulen gingen aus den Haushaltungsschulen des 19. Jahrhunderts hervor.